# NEMO/ニモ
『NEMO/ニモ』は、ウィンザー・マッケイによるアメリカ合衆国のコミックストリップ『リトル・ニモ』を原作とした日米合作の長編アニメ映画。制作は日本のテレコム・アニメーションフィルム。監督は波多正美とウィリアム・T・ハーツ。日本では1989年（平成元）7月15日に夏休みの家族向け作品として公開され、アメリカ合衆国では1992年（平成4年）7月24日に公開された。
公開当時のキャッチコピーは「少年には夢の降る夜がある Would you like to go into "Dream World"?」。

## 概要
20世紀初頭のウィンザー・マッケイによるアメリカの新聞連載漫画の古典的名作『夢の国のリトル・ニモ（Little Nemo in slumberland）』を原作に、東京ムービー新社の社長だった藤岡豊の「米国で大ヒットするアニメ映画を日本主導で作りたい」という希望をもとに、初めから欧米進出を狙って制作された、日本アニメ界のパイオニア的作品である。
映画のために新たに制作会社テレコム・アニメーションフィルム（以下、テレコム）が設立され、構想10年・制作期間7年、総製作費55億円をかけた、日本のアニメ史でも並ぶもののないビッグプロジェクトである。
日本からは宮崎駿、高畑勲、出崎統、大塚康生、アメリカからはスター・ウォーズシリーズのプロデューサーだったゲイリー・カーツ、SF作家レイ・ブラッドベリ、当時サンタモニカに仕事場を置いていたフランスのバンド・デシネ作家・イラストレーターのメビウス、ブライアン・フラウドなど、内外の大物クリエイターたちが多数参加するが、上手く歯車が噛み合わず、制作は難航した。
メインスタッフは二転三転し、クリエイター達が提出した膨大な数のアイデアやデザインの大半は使われないままで終わった。その後、作品には使用されなかった宮崎駿や近藤喜文のイメージボードが書籍などで公開されたり、映像ソフトの特典として月岡貞夫版（1980年）、近藤喜文・友永和秀版（1984年）、出崎統・杉野昭夫版（1987年）の3つのバージョンのパイロットフィルムが収録されたりした。
映画の完成は遅れに遅れ、製作費も膨れ上がった。最終的に映画は波多正美、ウィリアム・T・ハーツ両監督によって完成して公開されたものの、商業的には失敗に終わった。
本作は興行的には失敗し、藤岡はアニメ業界から引退することになったものの、高畑勲・宮崎駿監督作品、そして日米のアニメーション界全体に、無視することができない大きな影響を与えている。多くのアニメ作品を手掛けることになるテレコムはこの作品のために設立され、同社が本作のための実践練習として制作した『ルパン三世 カリオストロの城』『じゃりン子チエ』などの長編アニメを宮崎・高畑が監督するという座組は、スタジオジブリ設立へのきっかけとなった。
宮崎と入れ替わりに本作に参加したメビウスは、彼の残したストーリーボードなどを見て衝撃を受け、もともとメビウスファンだった宮崎と交流するようになる。制作期間中、アメリカの東京ムービー・ロサンゼルスオフィスには、日本アニメに関心のあるアメリカのアニメ関係者の訪問が頻繁にあり、その中には自らを売り込みに来たジョン・ラセターやブラッド・バードもいて、宮崎との交流がそこから始まったという。
藤岡がディズニーのナイン・オールドメンと呼ばれる超ベテランのディレクティング・アニメーターだったフランク・トーマスとオリー・ジョンストンを招聘したことで、ジブリとディズニーのつながりができた。
公開時は、日比谷映画で国内唯一の70mm版プリントが上映された。

## あらすじ
夜になるとベッドごと浮遊する夢を見る想像力あふれる少年・ニモ。ある夜、いつものように眠りについたニモは、夢の国スランバーランドからモルフェウス大王の使いで彼を招待しに来たジーニアス教授の訪問を受ける。
飛行船でスランバーランドに向かったニモは、そこでモルフェウス大王から王女と結婚させて王位を継がせるつもりであることを明かされる。そして「同じ印のついた扉は決して開けてはならない」という秘密の鍵を渡されるが、嫌われ者のフリップにそそのかされたニモは、その開けてはならない扉を開けてしまう。

## キャスト
- ニモ：合野琢真
- フリップ：石川進
- ジーニアス教授：大塚周夫
- イカルス：ダニー・マン
- プリンセス：笠原弘子
- モルフェウス大王：内海賢二
- ナイトメアキング：石田太郎
- パパ：玄田哲章
- ママ：横尾まり
- ウンパ：大竹宏
- ウンプ：難波圭一
- ウンポ：佐藤正治
- ウンペ：塩屋浩三
- ウンピ：江森浩子
- ダンス教師：中島喜美栄
- 婦人：中野聖子
- 隊長：田中和実
- ゴブリン将軍：岸野幸正
- 警官：荒川太郎

## スタッフ
- 監督：波多正美、ウィリアム・T・ハーツ
- アニメーションディレクター：友永和秀、富沢信雄
- プロデューサー：藤岡豊
- 原作：ウィンザー・マッケイ
- 脚本：クリス・コロンバス、リチャード・オッテン（英語版）
- ストーリー構成：ジャン･ジロー (メビウス)、藤岡豊
- ストーリー協力：フランク・トーマス、オリー・ジョンストン、デヴィッド・ヒルバーマン（英語版）、清水浩二、ロバート・タウン
- スクリーンコンセプト：レイ・ブラッドベリ
- コンセプチュアルデザイン：ジャン･ジロー (メビウス)
- デザイン：ブライアン・フラウド（英語版）、コニー・コール
- アートディレクター：山本二三
- ストーリーボード：波多正美、富沢信雄、友永和秀、大塚康生
- 撮影：長谷川肇
- 編集：瀬山武司
- 音響監督：明田川進
- 音響効果：倉橋静男
- タイトル：マキ・プロ
- 現像所：東京現像所
- 音楽：トーマス・チェイス、スティーブ・ラッカー
- 音楽演奏：ロンドン交響楽団

## 主題歌
オープニングテーマ「Little Nemo（ニモのテーマ）」
作詞・作曲 – ロバート・シャーマン、リチャード・シャーマン（シャーマン兄弟） / 歌 - メリサ・マンチェスター

エンディングテーマ「Slumberland（スランバーランドのテーマ）」
作詞・作曲 – ロバート・シャーマン、リチャード・シャーマン（シャーマン兄弟） / 歌 - Melissa Manchester

## 企画・製作
本作の企画をプロデューサーとして先導した東京ムービー社長（当時）の藤岡豊は、かねてより日本国内でのアニメビジネスに限界を感じ、アメリカ市場への進出を考えていた。そこで彼は新たに制作会社を作り、そこをベースに日米合作のアニメーション映画を制作して世界配給することを目論む。1975年にテレコム・アニメーションフィルム（以下、テレコム）を設立し、1977年にはアメリカでは抜群の知名度を持ち、ウォルト・ディズニー存命中に二度の映画化企画が持ち上がったという伝説的漫画『リトル・ニモ』の映像化権取得に乗り出した。そして1978年夏、アメリカに渡った藤岡は、本作の映画化権を取得する。
藤岡には、「ディズニーに対抗できるフル・アニメーション映画を作る」というもう一つの夢があった。そしてそのために全くアニメの経験がない新人たちを新規に採用し、大塚康生が育成を受け持った。しかし制作費調達やアニメーターの経験不足によりスタッフ編成が難航し、なかなか実作業に入れなかったため、テレコムは他のスタジオから現場の叩き上げのスタッフをかき集め、『ルパン三世 (TV第2シリーズ)』や宮崎駿監督の映画『ルパン三世 カリオストロの城』、高畑勲監督の映画『じゃりん子チエ』を手掛けることになった。そして藤岡はアメリカで関係者向けにその二つの映画の上映会を度々開催し、自社の実力をアピールすることに利用した。
1981年春、藤岡は消費者金融のレイクから出資を取り付け、40億円もの資金を得ると、日本側のプロデューサーに自ら就任。
藤岡は当初、アメリカ市場に食い込むために当時絶頂期にあったジョージ・ルーカスに共同製作の話を持ち掛けた。しかし、ルーカスは原案のストーリーに難があるとして謝絶し、『ルーニー・テューンズ』で知られるチャック・ジョーンズからも断られた。そこで藤岡は、ルーカスに推薦されたスター・ウォーズシリーズ初期のプロデューサー、ゲイリー・カーツにアメリカ側のプロデューサーを依頼するとカーツはこれを快諾、さらに彼の推薦で脚本はSF界の超大物レイ・ブラッドベリに決まった。そして日米合作のため、東京ムービー新社とカーツのキネト・グラフィック社との合弁会社のアメリカ法人キネトTMSを設立し、制作へ向けて本格的に始動する。同時に藤岡とゲーリー・カーツの2人がエグゼクティブ・プロデューサーに就任し、映画の内容についてはゲイリー・カーツ、予算など制作上での管理については藤岡豊と、ふたりの役割が分けられた。
1982年夏、カーツは自分の意向を反映させるよう、ブラッドベリとエドワード・サマーに全面的にストーリーを書き直させた。『Nemo』（誰でもない者）という名が裏返すと『Omen』（前兆）という名になることに気づいたブラッドベリの用意したスクリプトは、「分裂したもう一人の人格オーメンに導かれるように夢の世界の深部に潜り込んだニモは、オーメンを倒して現実世界への帰還を果たす」というものだった。一方、宮崎駿が準備していた原案は、「夢の世界」を現実に存在する別世界と考え、「捨てられたロボットたちの王国とそのプリンセス、そして飛行船の盗賊の話」という後の『天空の城ラピュタ』の原型だった。
その頃、藤岡はディズニー流の「フル・アニメーション」制作のため、ディズニー草創期からの伝説のアニメーター集団"ナイン・オールドメン"から、フランク・トーマスとオリー・ジョンストンを顧問に迎えていた。そして同じ1982年の夏、2人の招きで高畑勲、宮崎駿、大塚康生、近藤喜文、友永和秀、山本二三ら計12人の日本側スタッフが、アメリカ式のキャラクターアニメーションの講習を受けるための研修会の名目で渡米する。しかし、二人は宮崎の描いたスケッチを見て、「自分たちに教えることは何もない」と困惑する。日本側のスタッフも、彼らの創作姿勢に大きな刺激を受ける。トーマスとジョンストンの紹介したアンディ・ガスキル、ロジャー・アラーズと後にディズニー作品を支える面々が参加することになり、彼らと合同して作業を行うためにメインスタッフは日本とアメリカを往復した。
日本側の監督候補には宮崎と後から参加予定の高畑が挙げられていたが、宮崎は「初めから夢の世界が舞台と公言した作品では観客が白けるだけだ」と早い段階から企画自体に否定的だった。ブラッドベリによるシナリオ第一稿を読んでそれがエンターテインメントとして成立するのかどうかを訝しんだ宮崎は、カーツに自身が考える娯楽映画の要素をまとめたレポートを提出する。それが却下されたのを知ると、今度は藤岡に『もののけ姫』となった「戦国時代を舞台にした獣に変えられた若者と姫の物語」、アメリカのマンガ『ROWLF』を参考にした「王女と彼女に従う狼の悪魔退治の物語」およびそのイメージから派生し、『風の谷のナウシカ』のイメージソースとなった「風使いのヤラ」や「土鬼の王女」などの案を提示した。しかし藤岡にプロットを変える権限はなく、それらが採用されることはなかった。そして宮崎は1982年11月22日にテレコムを退社し、プロジェクトから降りた。
宮崎と入れ替わるように参加した高畑は、ジェームズ・バリの『ピーターパン』やモーリス・センダックの『かいじゅうたちのいるところ』などを拠りどころとしてストーリーを組み立てようとした。そしてブラッドベリのアイデアを取り入れ、「主人公がふたつの立場に分裂し、それぞれ物語の構成要素となる」という物語の構造を考えた。しかし1983年3月12日、今度は高畑がプロット案でカーツと衝突して降ろされる。
宮崎・高畑の離脱後、プロジェクトはさらに迷走を重ねる。近藤喜文、大塚康生と日本側の演出担当は目まぐるしく入れ替わり、独断専行を続けていたカーツは現場から外された。
日本側演出が決まらないまま2年の準備期間が過ぎ、肝心の作画作業に入る前に45億円の製作資金が底を突いてしまい、制作は1984年8月にいったん中断する。
中断期間中の1985年5月から1986年5月にかけて、クリス・コロンバスがプロットを持ち込み、その案をもとに決定稿は作られた。
3年後の1987年にレイクが10億円の追加出資に応じると、藤岡は真っ先にカーツとの契約を解除してスタッフの変更を行った上で、新たに設立したロサンゼルスTMSで制作を再開。自ら全面的な指揮を執るようになった。最終的に日本側の監督はサンリオのアニメ映画でフルアニメーションの経験がある波多正美が、アメリカ側には、フランク・トーマスとオーリー・ジョンストンの推薦でウィリアム・T・ハーツが起用され、映画は1988年にようやく完成した。

## 公開・興行収入
フィルムは1988年に完成し、日本では『NEMO/ニモ』のタイトルで1989年7月15日に東宝東和系で公開された。約55億円という破格の製作費がかけられた大作であったが、興行収入は9億円前後に終わった。アメリカでの公開も、日本での失敗が響いてディズニーとの交渉が決裂して大幅に遅れ、3年後の1992年7月24日にヘムデール・フィルムの配給でようやく公開されることになった。579館で上映され、新聞その他の評価は高かったものの、まったく客が入らず、興行収益も総計137万ドル弱（約1億4000万円）という記録的な大失敗作となる。ビデオは400万本売れて元は取れたと言うが、劇場への観客動員という点では失敗であった。またその利益が東京ムービーへ還元されることはなく、制作費の回収には至らなかった。藤岡豊はその責任をとり、東京ムービー関連の全ての権利を手放して退社。アニメ業界からも身を引くことになり、1996年3月30日に死去した。1992年、（『リトル・ニモ』を含む）東京ムービー関連の全ての権利がセガ・エンタープライゼス（後のセガ）に移された。1993年2月、株式会社東京ムービーを解散し、東京ムービー新社の直接制作部門を廃止した。1995年11月1日、セガグループで、名古屋を拠点とする株式会社キョクイチを存続会社として、株式会社東京ムービー新社を吸収合併し、東京ムービーの元営業部門も廃止した。株式会社トムス・エンタテインメントのアニメーション制作事業部門および制作ブランド名である東京ムービーは、2011年8月からは『名探偵コナン』も「（ytv・）トムス・エンタテインメント」のクレジット表記に変わったことで、「東京ムービー」名義での制作作品は廃止され、アニメーション制作名義においても『それいけ!アンパンマン』が2011年クリスマスSPから表記変更したことでTVアニメでは「東京ムービー」ブランドは消滅した。翌年の2012年に公開された劇場版『名探偵コナン 11人目のストライカー』では従来通り「アニメーション制作：東京ムービー」と発表されていたが、実際のクレジットは「TMS/V1Studio」だった。現在の「アニメーション制作」のクレジットは、トムスが出資している作品は制作スタジオ名（V1Studio、Po10tial等）が表示され、他の会社の出資や共同制作の場合は会社名がそのままクレジットされている。東京ムービーの元撮影部門である株式会社トムス・フォトが、2024年4月1日付で株式会社トゥーンアディショナルピクチャーズに社名を変更した。トムス・フォトとは異なり、トゥーンアディショナルピクチャーズは東京ムービーの撮影が独立して創設された会社のことである。アニメーション撮影による画像作りの責任者「Toon Driven Filming（T.D.F.）」、アニメーション仕上げ（色彩関係の仕事）の部署「Toon Design Idealcolor（T.D.I.）」、映像編集スタジオ「Toon Depict Bee（T.D.B.）」を社内に再設置した。株式会社トゥーンアディショナルピクチャーズが、2025年4月1日付で株式会社トゥーン ハーバー ワークスに社名を変更した。トゥーンアディショナルピクチャーズとは異なり、トゥーン ハーバー ワークスはポストプロダクション「トムス・フォト」とCGスタジオ「トムス・ジーニーズ」を融合したデジタルアニメスタジオのことである。映像編集スタジオ「Toon Depict Bee（T.D.B.）」、アニメーション撮影による画像作りの責任者「T.D.F.」、アニメーション仕上げ（色彩関係）の部署「Toon Design Ideal color（T.D.I.）」をトゥーン ハーバー ワークスが継承した。これにより、本作および近藤喜文・友永和秀版（1984年）と出崎統・杉野昭夫版（1987年）の2つのバージョンのパイロットフィルムにおける現在の共同提供は、トムス・エンタテインメント、TMS ENTERTAINMENT USA,INC.、テレコム・アニメーションフィルム、トゥーン ハーバー ワークスが担当している。

## 映像ソフト
日本では、ビデオグラムは劇場公開時と同じ94分である。
アメリカでは、85分に編集されたものが劇場公開され、VHSも同じく85分で発売された。その後、DVDやBlu-ray Discで発売される際に95分に再編集された。
| 発売日         | タイトル                                        | 規格 | 規格品番   | レーベル             | 備考 |
| -------------- | ----------------------------------------------- | ---- | ---------- | -------------------- | --- |
| 1990年12月21日 | NEMO ニモ 字幕スーパー版                        | VHS  | PCVT-30028 | ポニーキャニオン     | 特典映像としてパイロットフィルムとメイキングを収録。                                                          |
| 1990年12月21日 | NEMO ニモ 日本語版                              | VHS  | PCVT-30029 | ポニーキャニオン     | |
| 1990年12月21日 | NEMO ニモ                                       | LD   | PCLT-00001 | ポニーキャニオン     | |
| 1991年2月6日   | NEMO ニモ 5000枚限定LD-BOX                      | LD   | PCLT-00002 | ポニーキャニオン     | パイロットフィルムとメイキングの入った特典ディスクや設定資料集などを収録。                                    |
| 2005年12月23日 | リトル・ニモ                                    | DVD  | BCBA-2320  | バンダイビジュアル   | 特典映像として近藤・友永版、出崎・杉野版の2種のパイロットフィルムやメイキング、デジタルギャラリーなどを収録。 |
| 2019年7月31日  | 想い出のアニメライブラリー 第104集 リトル・ニモ | BD   | BFTD-0312  | TCエンタテインメント | 特典映像として月岡貞夫版、近藤・友永版、出崎・杉野版の3種のパイロットフィルムを収録。                         |